# Castello Muscettola
Das Castello Muscettola ist eine Burg im historischen Zentrum von Leporano in der italienischen Region Apulien, Provinz Lecce. Sie war jahrhundertelang ein Symbol für die feudale Macht zahlreicher Adelsfamilien.

## Geschichte
Der ursprüngliche Kern der Burg stammt aus dem 12. oder 13. Jahrhundert und besteht aus der Basis des Bergfrieds, auf dem damals ein staufischer Beobachtungsturm saß. Der neue Bergfried entstand dann gegen Ende der Herrschaft des Hauses Anjou zwischen dem Ende des 14. und dem Anfang des 15. Jahrhunderts. In dieser Zeit gehörte die Burg der Familie Bellotto und später der Familie Antoglietta. Im Laufe des 16. Jahrhunderts wurden die Mauern erbaut, wogegen später der Übergang vom befestigten Verteidigungsbauwerk zur Residenz vollzogen wurde. So wurden eine kleine Kirche und eine Aussichtsterrasse errichtet. Ab 1617 gelangte das Gebäude in die Hände der Herren Muscettola aus Neapel, von denen es später ihren Namen erhielt. Die Familie Muscettola war bis zur Mitte des 19. Jahrhunderts Eigentümer des Lehens Leporano.